# Apeadeiro de Silvalde
O apeadeiro de Silvalde é uma gare da Linha do Norte, que serve a localidade de Silvalde, no Distrito de Aveiro, em Portugal.

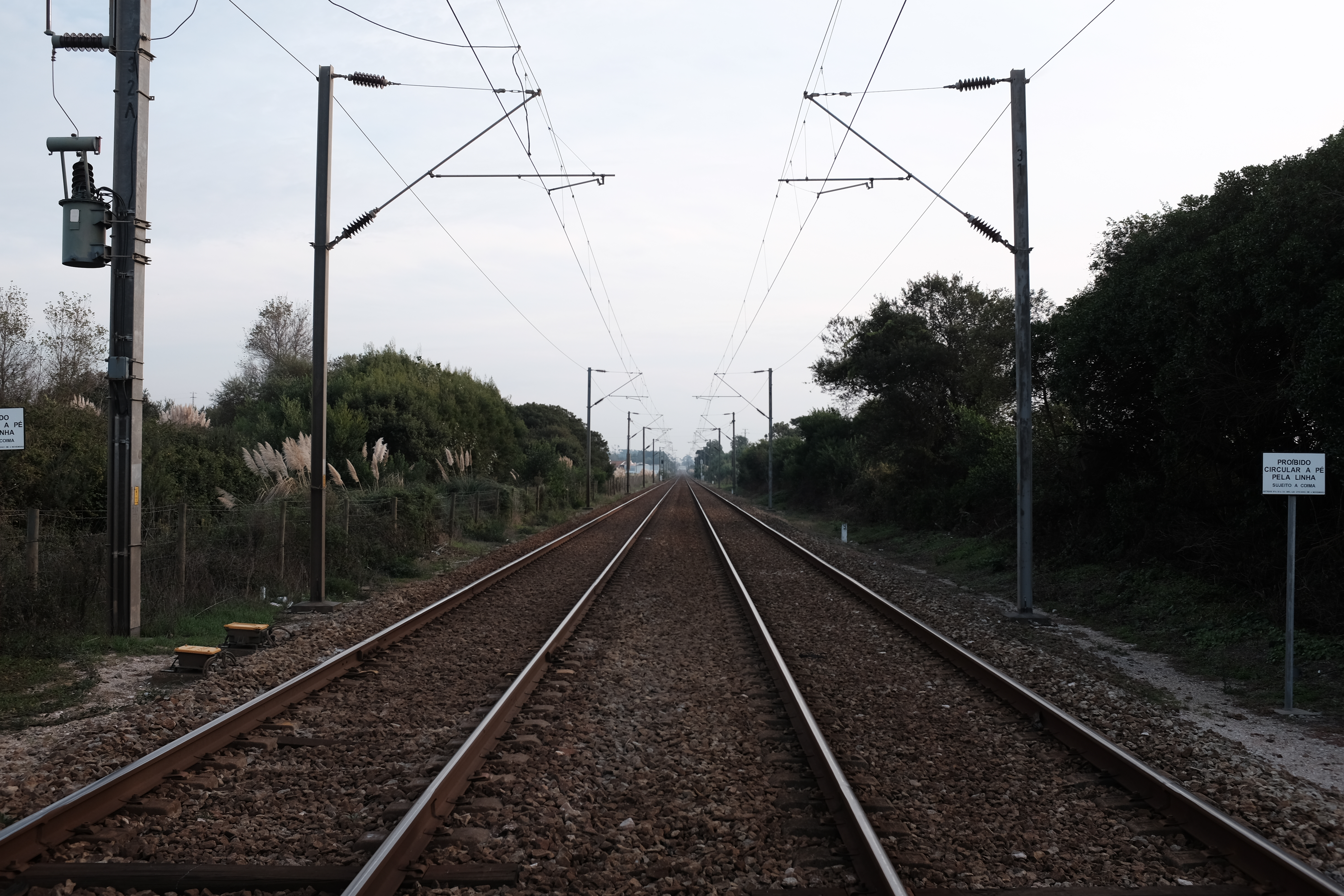
Vista da Linha do Norte junto ao apeadeiro de Silvalde.

## Descrição

### Localização e acessos
Este apeadeiro tem acesso pela Rua do Golf, no concelho de Espinho.

### Infraestrutura
Ambas as plataformas são dotadas de abrigo.

### Serviços
O apeadeiro de Silvalde é utilizado pelos serviços urbanos do Porto da operadora Comboios de Portugal.

## História
Este apeadeiro situa-se no troço da Linha do Norte entre Vila Nova de Gaia e Estarreja, que entrou ao serviço em 8 de Julho de 1863, pela Companhia Real dos Caminhos de Ferro Portugueses. No entanto, esta interface não foi criado ab initio: Um despacho de 29 de Abril de 1940, autoriza um projecto da Companhia dos Caminhos de Ferro Portugueses de aviso ao público relativo à abertura deste apeadeiro, e ao encerramento complementar dos apeadeiros de Sisto e Pedreira. Pelo mesmo motivo, a Companhia emitiu um projecto para a modificação das tarifas, que foi aprovado em novembro do mesmo ano.